# Ayía Ánna
Ayía Ánna är en ort i Grekland. Den ligger i prefekturen Nomós Evvoías och regionen Grekiska fastlandet, i den östra delen av landet, 100 km norr om huvudstaden Aten. Ayía Ánna ligger 250 meter över havet och antalet invånare är 823. Den ligger på ön Euboia.
Terrängen runt Ayía Ánna är huvudsakligen kuperad, men österut är den platt. Havet är nära Ayía Ánna åt nordost. Runt Ayía Ánna är det glesbefolkat, med 20 invånare per kvadratkilometer. Närmaste större samhälle är Límni, 13,2 km sydväst om Ayía Ánna. I omgivningarna runt Ayía Ánna växer i huvudsak blandskog.